# يوسف بورغ
شلومو يوسف بورغ (بالعبرية: שלמה יוסף בורג، ولد في 31 يناير 1909 توفي في 15 أكتوبر 1999) كان سياسي إسرائيلي ألماني المولد في عام 1949 انتخب لأول الكنيست وخدم في عدة مناصب وزارية على مدى السنوات ال40 المقبلة وكان واحدا من مؤسسي الحزب القومي الديني.

## روابط خارجية
- يوسف بورغ على موقع الموسوعة البريطانية (الإنجليزية)
- يوسف بورغ على موقع مونزينجر (الألمانية)